# Перевезенцев, Игорь Юрьевич
И́горь Ю́рьевич Перевезе́нцев (30 января 1965, Москва) — советский и российский футболист и тренер.

## Игровая карьера
Футболом начал заниматься в Москве в спортивном клубе «Москвич». В 1982 году дебютировал во второй лиге чемпионата СССР за взрослую команду «Москвич». С 1987 по 1989 год выступал во второй лиге за «Рубин» (Казань) и «Металлург» (Липецк). В 1990 году переходит в московское «Торпедо». В июле 1990 года в составе «автозаводцев» проводит три матча в высшей лиге чемпионата СССР.
После распада СССР выступает в высшей лиге чемпионата Украины за николаевский «Эвис».
В 1994 году возвращается в Россию. Играет в командах второго дивизиона, а позднее в любительских. Наиболее длительное время проводит в клубе «Дон» (Новомосковск) — 6 лет, 174 матча.

## Тренерская карьера
С 2006 года на тренерской работе. Тренер высшей категории. Работал с женскими командами «Спартак» (выходил в финал Кубка России) и ШВСМ Измайлово (наивысшее место — 4 в чемпионате России). Работал в московской СДЮШОР № 63 «Смена». В настоящее время работает тренером в московской «Школе футбола для взрослых».